# Tokyo Philharmonic Orchestra
La Tokyo Philharmonic Orchestra (東京フィルハーモニー交響楽団?, Tōkyō Firuhāmonī Kōkyō Gakudan) è la più antica orchestra di musica classica del Giappone, essendo stata fondata a Nagoya nel 1911. Si trasferisce a Tokyo nel 1938 e dal 2005 è composta da 166 membri. Dal 2016 il Direttore Principale è l'italiano Andrea Battistoni, con poco più di trent'anni
L'orchestra suona a Orchard Hall, parte della Bunkamura (文化 村), complesso commerciale e di intrattenimento in Shibuya, Tokyo.

## Direttori
- Direttore Principale: Andrea Battistoni
- Direttore Musicale Onorario: Myung-whun Chung
- Direttori Laureati: Tadaaki Otaka, Kazushi Ono e Dan Ettinger
- Direttori Ospiti Speciali: Michail Pletnëv
- Direttore Residente: Kazumasa Watanabe
- Direttore Associato: Min Chung
- Membro Onorario Permanente e Direttore Laureato: Norio Ohga